# Internationale Filmfestspiele von Venedig 1996
Die 53. Internationalen Filmfestspiele von Venedig fanden vom 28. August bis 7. September 1996 statt.

## Jury
Für den Spielfilmwettbewerb des Festivals wurde folgende Jury berufen:
| Roman Polański    | Jurypräsident, polnisch-französischer Regisseur |
| Paul Auster       | amerikanischer Schriftsteller                   |
| Souleymane Cissé  | Regisseur aus Mali                              |
| Mrinal Sen        | indischer Filmregisseur                         |
| Callisto Cosulich | italienischer Autor und Filmkritiker            |
| Anjelica Huston   | amerikanische Schauspielerin                    |
| Miriam Mifai      | italienische Journalistin und Filmkritikerin    |
| Antonio Skármeta  | chilenischer Schriftsteller                     |
| Hülya Uçansu      |                                                 |

## Filme im Wettbewerb
Am Wettbewerb des Festivals nahmen folgende Filme teil:
| Originaltitel                    | deutscher Titel                             | Regisseur          | Land                   |
| -------------------------------- | ------------------------------------------- | ------------------ | ---------------------- |
| Basquiat                         | Basquiat                                    | Julian Schnabel    | Vereinigte Staaten     |
| Brigands, chapitre VII           | Briganten                                   | Otar Iosseliani    | Frankreich             |
| Carla’s Song                     | Carla’s Song                                | Ken Loach          | Vereinigtes Königreich |
| For Ever Mozart                  | For Ever Mozart                             | Jean-Luc Godard    | Frankreich             |
| The Funeral                      | Das Begräbnis                               | Abel Ferrara       | Vereinigte Staaten     |
| Hommes, femmes, mode d’emploi    | Männer und Frauen - Eine Gebrauchsanweisung | Claude Lelouch     | Frankreich             |
| Ilona llega con la lluvia        |                                             | Sergio Cabrera     | Kolumbien              |
| Michael Collins                  | Michael Collins                             | Neil Jordan        | Vereinigtes Königreich |
| Party                            | Party                                       | Manoel de Oliveira | Portugal               |
| Pianese Nunzio, 14 anni a maggio | Pianese Nunzio – 14 im Mai                  | Antonio Capuano    | Italien                |
| Ponette                          | Ponette                                     | Jacques Doillon    | Frankreich             |
| Profundo carmesí                 |                                             | Arturo Ripstein    | Spanien                |
| Tai ping tian guo                |                                             | Wu Nien-jen        | Taiwan                 |
| Der Unhold                       | Der Unhold                                  | Volker Schlöndorff | Deutschland            |
| Vesna va veloce                  |                                             | Carlo Mazzacurati  | Italien                |

## Preisträger
| Preis                                | Film                   | Preisträger                                                     |
| ------------------------------------ | ---------------------- | --------------------------------------------------------------- |
| Goldener Löwe (bester Film)          | Michael Collins        | Neil Jordan                                                     |
| Großer Spezialpreis der Jury         | Brigands, chapitre VII | Otar Iosseliani                                                 |
| Spezialpreis der Jury                | Ente dello Spettacolo  | Für die Restaurierung von Vittorio De Sicas La porta del cielo  |
| Coppa Volpi (bester Darsteller)      | Michael Collins        | Liam Neeson                                                     |
| Coppa Volpi (beste Darstellerin)     | Ponette                | Victoire Thivisol                                               |
| Coppa Volpi (bester Nebendarsteller) | Das Begräbnis          | Chris Penn                                                      |
| Leone Speciale für ihr Lebenswerk    |                        | Robert Altman, Vittorio Gassman, Dustin Hoffman, Michèle Morgan |